# Rune Blomquist
Rune Valter Blomquist, folkbokförd Blomqvist, född 29 januari 1925 i Gällivare, död 3 maj 2016 i Malmö, var en svensk skådespelare. 

## Biografi
Från 1964 var han i tjugo år främst verksam vid Helsingborgs stadsteater. Han verkade också bland annat vid Åbo Svenska Teater, Riksteatern och Uppsala-Gävle Stadsteater.

Blomquist var en mångsidig skådespelare, som spelade både fars och tragedi, klassiker och nutidsdramatik. I ett programblad på Helsingborgs stadsteater beskrevs han som 
| ” | lättrörlig på scen, inte minst åldersmässigt. Med åren har han fått en Poppe-lär sprallighet över speciellt sina entréer och sortier. | „ |

Bland hans roller kan nämnas Gustaf Fröding i Sjung vackert om kärlek, Vincent van Gogh i Brevbäraren från Arles, Affischören i Ett drömspel, Romeo i Romeo och Julia och Malvolio i Trettondagsafton. Hans sista roll på scen kom i Peter och vargen. Efter pensioneringen bosatte han sig i Malmö. Blomquist är gravsatt i minneslunden på S:t Pauli mellersta kyrkogård.

## Filmografi
- 1962 – Hans Brinker or The Silver Skates – Polis
- 1971 – Lavforsen – by i Norrland – Rune
- 1983 – Mannen som inte vågade frysa (TV-serie) – Grannen
- 1990 – Främmande makt (TV-serie) – Spanare

## Teater

### Roller (ej komplett)
| År   | Roll                                        | Produktion                                                                                                 | Regi                            | Teater                                         |
| ---- | ------------------------------------------- | --- | ------------------------------- | ---------------------------------------------- |
| 1955 |                                             | Lyckliga dagar (Les jours heureux) Claude-André Puget                                                      | Börje Mellvig                   | Riksteatern                                    |
| 1957 |                                             | Repet (Rope) Patrick Hamilton                                                                              | Rurik Ekroos                    | Åbo Svenska Teater                             |
| 1958 | Löjtnant Nils Andersson                     | Fort Christina Alf Henrikson, Erik Lundegård och Lennart Nyblom                                            | Ellen Bergman                   | Uppsala-Gävle Stadsteater                      |
| 1959 |                                             | Det heliga löftet Jean de Létraz                                                                           | Lars Barringer                  | Uppsala-Gävle Stadsteater                      |
| 1959 |                                             | Femton snören guld (十五關, Shíwǔ guān) Zhu Sucheng                                                        | Ellen Bergman                   | Uppsala-Gävle Stadsteater                      |
| 1960 | George Holly                                | Plötsligt i somras (Suddenly Last Summer) Tennessee Williams                                               | Lennart Olsson                  | Uppsala-Gävle Stadsteater                      |
| 1960 |                                             | Mannen och hans överman (Man and superman) George Bernard Shaw                                             | Gustaf Molander                 | Riksteatern                                    |
| 1961 |                                             | Så tuktas en argbigga (The Taming of the Shrew) William Shakespeare                                        | Sandro Malmquist                | Riksteatern                                    |
| 1961 | Eraste                                      | Det givmilda testamentet (Le Légataire universel) Jean-François Regnard                                    | Tore Karte                      | Fredriksdalsteatern                            |
| 1962 |                                             | Råttfällan (The Mousetrap) Agatha Christie                                                                 | Jerk Liljefors                  | Riksteatern                                    |
| 1962 |                                             | Perrichons resa (Le voyage de M. Perrichon) Eugène Labiche                                                 | Per Edström                     | Riksteatern                                    |
| 1963 |                                             | Lysistrate (Λυσιστράτη, Lysistrátē) Aristofanes                                                            | Sandro Malmquist                | Riksteatern                                    |
| 1963 | PG                                          | Min kära är en ros Bo Sköld                                                                                | Sten Hedlund                    | Riksteatern                                    |
| 1964 | Crilly Duffy                                | Bockfoten (Step-in-the-hollow) Donagh MacDonagh                                                            | Bo Swedberg                     | Helsingborgs stadsteater                       |
| 1964 | Romeo                                       | Romeo och Julia (The Tragedy of Romeo and Juliet) William Shakespeare                                      | Per Sjöstrand                   | Helsingborgs stadsteater                       |
| 1965 | Frankie Bryant                              | Rötter (Roots) Arnold Wesker                                                                               | Hans Bergström                  | Helsingborgs stadsteater                       |
| 1965 | Bulgar 2                                    | Den bästa av världar Jan Moen                                                                              | Hans Bergström                  | Helsingborgs stadsteater                       |
| 1965 | Tjuven                                      | Tjuvar, lik och fala qvinnor Dario Fo                                                                      | Hans Bergström                  | Helsingborgs stadsteater                       |
| 1965 | Clavaroche                                  | Ljusstaken (Le Chandelier) Alfred de Musset                                                                | Bo Swedberg                     | Helsingborgs stadsteater                       |
| 1965 | Schweizerosten                              | Mor Courage och hennes barn (Mutter Courage und ihre Kinder) Bertolt Brecht                                | Per Sjöstrand                   | Helsingborgs stadsteater                       |
| 1966 | Chuck George Patmore                        | Leva sitt liv: Dagboken (The dirty old man) Till salu (Used Car For Sale) Lewis John Carlino               | Per Sjöstrand                   | Kristianstads teater/ Helsingborgs stadsteater |
| 1966 | Jack Manningham                             | Gasljus (Gas Light) Patrick Hamilton                                                                       | Hans Bergström                  | Helsingborgs stadsteater                       |
| 1966 | Peter                                       | Peterpat Enid Rudd                                                                                         | Per Sjöstrand                   | Helsingborgs stadsteater                       |
| 1967 | Jim O'Connor                                | Glasmenageriet (The Glass Menagerie) Tennessee Williams                                                    | Per Sjöstrand                   | Helsingborgs stadsteater                       |
| 1967 | Leandro                                     | Skälmarnas triumf (Los intereses creados) Jacinto Benavente                                                | Lennart Kollberg                | Helsingborgs stadsteater                       |
| 1967 | Brevbäraren                                 | På villande hav (Na pełnym morzu) Sławomir Mrożek                                                          | Lars Göran Carlson              | Helsingborgs stadsteater                       |
| 1967 | Cassius                                     | Cayennepeppar (Poivre de Cayenne) René de Obaldia                                                          | Håkan Ersgård                   | Helsingborgs stadsteater                       |
| 1967 | Escartefigue                                | Marius Marcel Pagnol                                                                                       | Lars Göran Carlson              | Helsingborgs stadsteater                       |
| 1968 | Guvernören Munken Den halte Banditen Gubben | Den kaukasiska kritcirkeln (Der kaukasische Kreidekreis) Bertolt Brecht                                    | Håkan Ersgård                   | Helsingborgs stadsteater                       |
| 1968 | David Lord                                  | Hallå där (Say Who You Are) Keith Waterhouse och Willis Hall                                               | Håkan Ersgård                   | Helsingborgs stadsteater                       |
| 1968 | Fanborg                                     | Kung Ubu (Ubu-roi) Alfred Jarry                                                                            | Lars Göran Carlson              | Helsingborgs stadsteater                       |
| 1968 | Jepichodov                                  | Körsbärsträdgården (Вишнёвый сад, Visjnjovyj sad) Anton Tjechov                                            | Lars-Levi Læstadius             | Helsingborgs stadsteater                       |
| 1968 | Max                                         | Presidentkandidaterna V. V. Järner                                                                         | Lars-Levi Læstadius             | Helsingborgs stadsteater                       |
| 1969 | Richard                                     | Alla har en trädgård (Everything in the Garden) Edward Albee                                               | Kaj Ahnhem                      | Helsingborgs stadsteater                       |
| 1969 | Eraste                                      | Friaren från landet eller Monsieur de Pourceaugnac (Monsieur de Pourceaugnac) Molière                      | Lars-Levi Læstadius             | Helsingborgs stadsteater                       |
| 1969 |                                             | De bordlagda Birger Norman                                                                                 | Ensemblen                       | Helsingborgs stadsteater                       |
| 1969 | Major von Tellheim                          | Krigsmans lycka (Minna von Barnhelm) Gotthold Ephraim Lessing                                              | Lars-Levi Læstadius             | Helsingborgs stadsteater                       |
| 1969 | Norbert de la Prébende Adonard              | Bagaren, bagerskan och den lilla bagarpojken (Le Boulanger, la boulangère et le petit mitron) Jean Anouilh | Martin Söderhjelm               | Helsingborgs stadsteater                       |
| 1970 | Kattöga                                     | Skärpt bevakning (Haute surveillance) Jean Genet                                                           | Kaj Ahnhem                      | Helsingborgs stadsteater                       |
| 1970 | Folial                                      | Escorial (Escurial) Michel de Ghelderode                                                                   | Lars-Levi Læstadius             | Helsingborgs stadsteater                       |
| 1970 | Attachén                                    | Herr Puntila och hans dräng Matti (Herr Puntila und sein Knecht Matti) Bertolt Brecht                      | Lars-Levi Læstadius             | Helsingborgs stadsteater                       |
| 1970 | Milt Manville                               | Kääärlek (Luv) Murray Schisgal                                                                             | Lars-Levi Læstadius             | Helsingborgs stadsteater                       |
| 1971 | Herr Y                                      | Paria August Strindberg                                                                                    | Kaj Ahnhem                      | Helsingborgs stadsteater                       |
| 1971 | Fred                                        | Räddad (Saved) Edward Bond                                                                                 | Kaj Ahnhem                      | Helsingborgs stadsteater                       |
| 1971 |                                             | Flotten Kent Andersson                                                                                     | Kaj Ahnhem                      | Helsingborgs stadsteater                       |
| 1971 | Malvolio                                    | Trettondagsafton (Twelfth Night, or What You Will) William Shakespeare                                     | Lars-Levi Læstadius             | Helsingborgs stadsteater                       |
| 1971 |                                             | Tillståndet Kent Andersson och Bengt Bratt                                                                 | Stellan Olsson                  | Helsingborgs stadsteater                       |
| 1971 | Lyman Sanderson                             | Min vän Harvey (Harvey) Mary Chase                                                                         | Martin Söderhjelm               | Helsingborgs stadsteater                       |
| 1972 | Doktor Relling                              | Vildanden Henrik Ibsen                                                                                     | Lars-Levi Læstadius             | Helsingborgs stadsteater                       |
| 1972 | Försvarsministern                           | Skymningsbaren (Twilight Bar) Arthur Koestler                                                              | Stellan Olsson                  | Helsingborgs stadsteater                       |
| 1972 | Rédillon                                    | Fruar på vift (Le dindon) Georges Feydeau                                                                  | Lars-Levi Læstadius             | Helsingborgs stadsteater                       |
| 1972 |                                             | Den gamla rollen Erik Müller                                                                               | Erik Müller                     | Helsingborgs stadsteater                       |
| 1973 | Oscar Nilsson                               | Melodi på lergök Lars-Levi Læstadius                                                                       | Lars-Levi Læstadius             | Helsingborgs stadsteater                       |
| 1973 | Nicobar                                     | Karusellen (The Apple Cart) George Bernard Shaw                                                            | Claes Sylwander                 | Helsingborgs stadsteater                       |
| 1973 | Mefistofeles                                | Faust Johann Wolfgang von Goethe                                                                           | HansKarl Zeiser                 | Helsingborgs stadsteater                       |
| 1973 | Per                                         | Värmlänningarna Fredrik August Dahlgren och Andreas Randel                                                 | Claes Sylwander                 | Helsingborgs stadsteater                       |
| 1974 | Mårtensson                                  | Pampen Lars Björkman                                                                                       | Claes Sylwander                 | Helsingborgs stadsteater                       |
| 1974 | Monsieur Cochet                             | Kaktusblomman (Fleur de cactus) Pierre Barillet och Jean-Pierre Grédy                                      | Claes Sylwander                 | Helsingborgs stadsteater                       |
| 1974 | Damis                                       | Tartuffe (Tartuffe, ou l'Imposteur) Molière                                                                | HansKarl Zeiser                 | Helsingborgs stadsteater                       |
| 1975 | Gustaf Fröding                              | Sjung vackert om kärlek Gottfried Grafström                                                                | Claes Thelander                 | Helsingborgs stadsteater                       |
| 1975 | Jante                                       | Föräldrarna Lilla Klara-gruppen                                                                            | Lars Svenson                    | Helsingborgs stadsteater                       |
| 1975 | Affischören                                 | Ett drömspel August Strindberg                                                                             | Lars Svenson                    | Helsingborgs stadsteater                       |
| 1975 | David McComber                              | Åh, ljuva ungdomstid (Ah, Wilderness) Eugene O'Neill                                                       | Olle Johansson                  | Helsingborgs stadsteater                       |
| 1976 | Brudgummens far Monsieur Ballon             | Peer Gynt Henrik Ibsen                                                                                     | Claes Sylwander                 | Helsingborgs stadsteater                       |
| 1976 | Brabantio                                   | Othello William Shakespeare                                                                                | Claes Sylwander                 | Helsingborgs stadsteater                       |
| 1977 | Walter                                      | Tolvskillingsoperan (Die Dreigroschenoper) Bertolt Brecht och Kurt Weill                                   | Hans Polster                    | Helsingborgs stadsteater                       |
| 1977 | Birger                                      | Ballerina Arne Skouen                                                                                      | Claes Thelander                 | Helsingborgs stadsteater                       |
| 1978 | Soljonyj                                    | Tre systrar (Три сeстры, Tri sestry) Anton Tjechov                                                         | Hans Polster                    | Helsingborgs stadsteater                       |
| 1978 |                                             | Åh, vilket härligt krig! (Oh, What a Lovely War!) Charles Chiltom och Joan Littlewood                      | Jan Lewin                       | Helsingborgs stadsteater                       |
| 1978 | Velluto                                     | Caviar och spagetti (Caviale e lenticchie) Giulio Scarnicci och Renzo Tarabusi                             | Egon Larsson                    | Helsingborgs stadsteater                       |
| 1979 | Begravningsentreprenören                    | Vi betalar inte, vi betalar inte (Non si paga! non si paga!) Dario Fo                                      | Hans Polster                    | Helsingborgs stadsteater                       |
| 1979 |                                             | Spelman på taket (Fiddler on the Roof) Jerry Bock, Sheldon Harnick och Joseph Stein                        | Edith Roger                     | Helsingborgs stadsteater                       |
| 1980 | Abner Truckle                               | Rävspel (Sly Fox) Larry Gelbart                                                                            | Per Møller-Nielsen              | Helsingborgs stadsteater                       |
| 1980 | Fredman                                     | Wärdshuset Haren och Vråken Lars Forssell                                                                  | Hans Polster                    | Helsingborgs stadsteater                       |
| 1981 | Gajev                                       | Körsbärsträdgården (Вишнёвый сад, Visjnjovyj sad) Anton Tjechov                                            | Gustaf Elander                  | Helsingborgs stadsteater                       |
| 1981 | Victor Emmanuel Chandebise, Poche           | Leva loppan (La puce à l'oreille) Georges Feydeau                                                          | Henning Moritzen                | Helsingborgs stadsteater                       |
| 1982 | Bullinger                                   | Svejk i Andra världskriget (Schweyk im zweiten Weltkrieg) Bertolt Brecht                                   | Hans Polster                    | Helsingborgs stadsteater                       |
| 1982 | Charlie Martin                              | Sista sommaren (On Golden Pond) Ernest Thompson                                                            | Claes Sylwander                 | Helsingborgs stadsteater                       |
| 1983 | Mäster Simon                                | Den girige (L'Avare ou l'École du mensonge) Molière                                                        | Hans Polster                    | Helsingborgs stadsteater                       |
| 1983 |                                             | På tu man hand med alla (Наедине со всеми, Naedine so vsemi) Alexander Gelman                              | Staffan Olzon                   | Helsingborgs stadsteater                       |
| 1983 | Strampa luffaren                            | Med slöja och svärd Birgit Hageby                                                                          | Karin Parrot                    | Helsingborgs stadsteater                       |
| 1984 | Doktor Goll                                 | Lulu Frank Wedekind                                                                                        | Hans Polster                    | Helsingborgs stadsteater                       |
| 1984 | Manfred Mowbray                             | Kaos på teatern (Noises Off) Michael Frayn                                                                 | Palle Granditsky                | Helsingborgs stadsteater                       |
| 1984 | Brevbärare Roulin                           | Brevbäraren från Arles (Postbudet fra Arles) Ernst Bruun Olsen                                             | Lars Svenson                    | Helsingborgs stadsteater                       |
| 1985 | Adam Renman                                 | Panik i Rölleby Anna Bondestam                                                                             | Bengt Ahlfors                   | Helsingborgs stadsteater                       |
| 1985 | Antonio                                     | Figaros bröllop (La Folle Journée, ou Le Mariage de Figaro) Pierre de Beaumarchais                         | Hans Polster                    | Helsingborgs stadsteater                       |
| 1985 | Grannen                                     | Advent August Strindberg                                                                                   | Lars Svenson                    | Helsingborgs stadsteater                       |
| 1986 | Rumpf                                       | Frihet i Bremen (Bremer Freiheit) Rainer Werner Fassbinder                                                 | Christian Zell                  | Helsingborgs stadsteater                       |
| 1987 |                                             | Fool for love Sam Shepard                                                                                  | Birgitta Sylvander Håkan Paaske | Malmö stadsteater                              |
| 1990 | Knut Brovik                                 | Byggmästare Solness (Bygmester Solness) Henrik Ibsen                                                       | Marianne Rolf                   | Helsingborgs stadsteater                       |

## Bilder

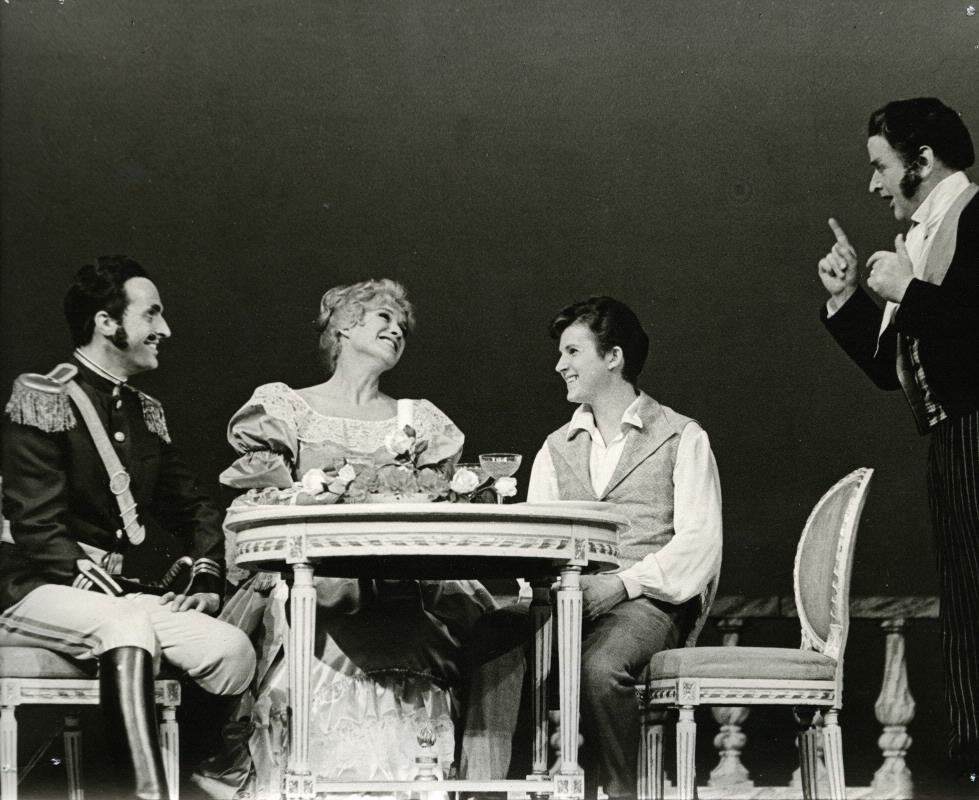
Rune Blomquist, Rut Hoffsten, Per Jonsson och Gunnar Schyman i Ljusstaken på Helsingborgs stadsteater 1965.
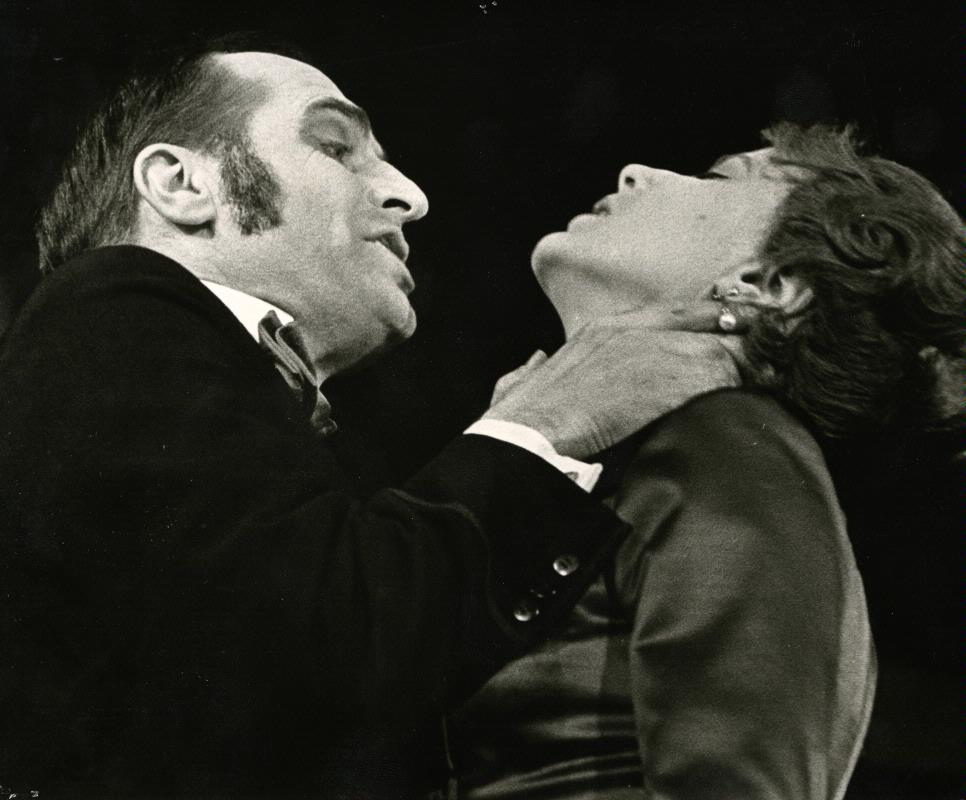
Rune Blomquist och Kerstin Widgren i Gasljus på Helsingborgs stadsteater 1966.
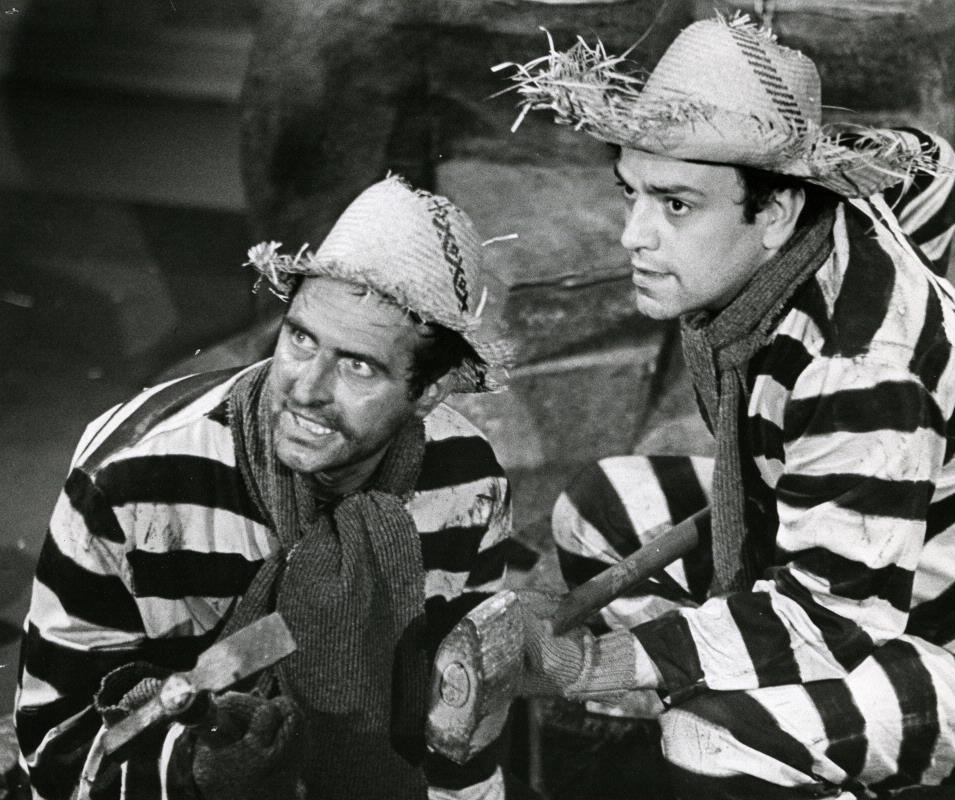
Rune Blomquist och Christian Fiedler i Cayennepeppar på Helsingborgs stadsteater 1967.